# Бородино (Курганская область)
Бородино — деревня в Варгашинском районе Курганской области. Входит в состав Верхнесуерского сельсовета.

## История
До 1917 года входила в состав Верхнесуерской волости Ялуторовского уезда Тобольской губернии. По данным на 1926 год деревня Бородина состояла из 84 хозяйств. В административном отношении входила в состав Просековского сельсовета Марайского района Курганского округа Уральской области.

## Население
| 1912 | 1926 | 1989 | 2002 | 2010 |
| ---- | ---- | ---- | ---- | ---- |
| 322  | ↗362 | ↘25  | ↘19  | ↘8   |

По данным переписи 1926 года в деревне проживало 362 человека (171 мужчина и 191 женщина), в том числе: русские составляли 99 % населения.